# سلنیکا
سلنیکا (به لاتین: Selenicë) یک شهرک در آلبانی است که در ناحیه ولوره واقع شده‌است.